# Krasna (województwo świętokrzyskie)
Krasna – wieś sołecka w Polsce położona w województwie świętokrzyskim, w powiecie koneckim, w gminie Stąporków.
W Królestwie Polskim istniała gmina Krasna. W latach 1954–1972 wieś należała i była siedzibą władz gromady Krasna. W latach 1975–1998 miejscowość administracyjnie należała do województwa kieleckiego.
Przez miejscowość przepływa niewielka rzeka Krasna dopływ Czarnej.
Przez wieś przechodzi żółty szlak turystyczny z Końskich do Serbinowa oraz zielony szlak rowerowy z Sielpii Wielkiej do Błotnicy.
Wieś jest siedzibą rzymskokatolickiej parafii św. Barbary.

## Historia
Krasna – w wieku XIX  wieś i osada fabryczna w powiecie kieleckim, gminie i parafii Mniów. Leży na granicy powiatu koneckiego, o kilka wiorst na płn.-wschód. od Mniowa, stacji pocztowej na trakcie piotrkowsko-kieleckim, z którym łączy Krasnę droga bita.
Wieś należała do Zagłębia staropolskiego. W drugiej połowie XIX wieku wieś leżała w powiecie opoczyńskim w zaborze rosyjskim. 
Dawniej znajdowały się w niej znacznej wielkości zakłady żelazne, którym początek dał w XVIII w. brat króla polskiego Stanisława Augusta książę podkomorzy Andrzej Poniatowski. Pod koniec XVIII wieku wzniósł on w miejscowości wielki piec do wytapiania żelaza. Piec ten uległ zniszczeniu, ale został odrestaurowany przez Ewansa dzierżawiącego zakład. Od 1808 poczynił w nim liczne inwestycje m.in. zainstalował pierwszą w Polsce maszynę parową zbudowaną w Gliwicach, która służyła do poruszania skrzynkowych miechów żelaznych. Fabryka była jednak równolegle zasilana jeszcze kołami wodnymi. Nowe koło średnicy 20 stóp zainstalowane zostało równolegle z maszyną parową.
W 1829 piec spłonął ponownie i ponownie został odremontowany przez Ewansa. Według Encyklopedii Orgelbranda dawał on 15000 cetnarów surówki hutniczej rocznie. W 1840 wystawiono drugi wielki piec ze wspólną glichtą obsługiwaną maszyną parową o sile 18 koni. Produkcja surówki używana była głównie do produkcji odlewów. Ulepszenia i rozszerzenie fabryk było dziełem Ewansa, znanego w Warszawie założyciela fabryki maszyn i narzędzi rolniczych. Obok wielkich pieców powstały kuźnice fryszerki, które produkowały do 25000 cetnarów kutego żelaza. W 1860 zakłady te dzierżawił Bearth, który zmarł w 1860.
Wyroby miały zbyt w Warszawie, Końskich i Szydłowcu. Surowiec zaś sprzedawano do fabryk w guberni radomskiej. Jeden pud odlewów ma wówczas wartość 1 rubla srebrnego i 15 kopiejek, natomiast surowca – 80 kopiejek. W 1873 r. wyrobiono 54650 pudów surowca i 13780 odlewów wartości 59567 rubli srebrnych. W r. 1875 – 43575 pudów surowca i 63200 pudów kutego żelaza.
Podporę rozwoju fabryk stanowiły pokłady węgla, których eksploatację rozpoczęto w latach 70. XIX wieku. W 1878 wydobyto 30000 pudów węgla. Pokład ten odkryty w 1872 r. znajdował się przy szosie kielecko-piotrkowskiej między Krasną i Serbinowem. 
Od r. 1862 jest w Krasnej kaplica katolicka.
Zmodernizowane piece pracowały do: 1905 (wielki piec) i 1928 (odlewnia). Do dziś zachowały się: budynek odlewni, ujęcie wody i kryty kanał odpływowy.
Według spisu powszechnego z roku 1921 we wsi Krasna było 50 domów i 222 mieszkańców, w folwarku Krasna 3 domy i 29 mieszkańców.
Po przełamaniu oporu wojsk polskich, żołnierze Wehrmachtu wkraczając do wsi dopuścili się mordów na ludności cywilnej. Ogólnie zamordowano 27 osób, w tym 19 mieszkańców wsi Komorów. Na szosie Krasna–Mniów zamordowano trzech polskich żołnierzy wziętych do niewoli.